# Typ 97 Te-Ke
Typ 97 Te-Ke (jap. 九七式軽装甲車 97-shiki kei-sōkōsha; Type 2597) – japońska tankietka używana podczas II wojny światowej.
W latach 30. XX w. w Japonii uruchomiono produkcję tankietki Typ 94 Te-Ke. Podobnie jak inne tankietki produkowane na świecie, była ona uzbrojona w pojedynczy karabin maszynowy, ale w odróżnieniu od innych pojazdów tej klasy w wozie japońskim był on montowany w wieży pancernej, a nie w kadłubie. W drugiej połowie lat 30. rozpoczęto prace nad następcą tankietki Typ 94. W zakładach Tokyo Gasu Deishu skonstruowano dwa prototypy nowych tankietek. Jeden z nich miał układ zbliżony do poprzedniej konstrukcji z silnikiem w przedniej części kadłuba, drugi typowy dla czołgów układ z silnikiem w tylnej części pojazdu.
Po testach postanowiono kontynuować rozwój prototypu z silnikiem w tylnej części kadłuba. Na kadłubie ustawiono powiększoną wieżę, w której umieszczono armatę czołgową Typ 94 kalibru 37 mm. Produkcję seryjną nowej tankietki uruchomiono w 1937 r. Część seryjnych pojazdów zamiast działa była uzbrojona w karabin maszynowy kalibru 7,7 mm. Produkcję seryjną zakończono w 1942 r.
Doświadczenia bojowe wykazały, że opancerzenie tankietki Typ 97 nadal jest zbyt słabe. Także uzbrojenie było nieskuteczne wobec pojazdów opancerzonych. Po 1943 większość tankietek Typ 97 została wycofana z uzbrojenia. Jej podwozie wykorzystano do budowy transportera opancerzonego Typ 98 So-Da.